# Dienochlor
Dienochlor ist eine chemische Verbindung aus der Gruppe der cyclischen Chlorkohlenwasserstoffe.

## Gewinnung und Darstellung
Dienochlor kann durch katalytische Reduktion von Hexachlorcyclopentadien (z. B. mit Kupfer oder Wasserstoff) gewonnen werden.

## Eigenschaften
Dienochlor ist ein brennbarer gelber Feststoff, der praktisch unlöslich in Wasser ist. Es zersetzt sich bei Erhitzung über 250 °C. Unter Einwirkung von Sonnenlicht zersetzt es sich rasch.

## Verwendung
Dienochlor wird als Akarizid zur Bekämpfung von Milben (Tetranychus spp., Rote Spinne und Polyphagotarsonemus latus) an Rosen, Chrysanthemen und anderen Zierpflanzen verwendet.

## Zulassung
Dienochlor war in der BRD zwischen 1971 und 1990 zugelassen.
In der Europäischen Union ist Dienochlor mit der Verordnung (EG) Nr. 2076/2002 vom 20. November 2002 nicht in den Anhang I der Richtlinie 91/414/EWG aufgenommen worden. Daher dürfen in den Staaten der EU keine Pflanzenschutzmittel zugelassen werden, die Dienochlor enthalten.
In Deutschland, Österreich und der Schweiz sind keine Pflanzenschutzmittel mit diesem Wirkstoff zugelassen.